# Теория островной биогеографии
Модели островной биогеографии (англ. island biogeography) были предложены Робертом Макартуром и Э. О. Уилсоном (1967) для объяснения того факта, что на каждом из K островов, входящих в состав архипелага, обитает меньше видов, чем на равной по площади территории на материке в тех же местах обитания. S1, S2, S3 … Sk <S0 числа видов на той же территории материка и меньше P, где P — общее число видов данной группы, обитающих на данной территории, видовой фонд, из которого пополняются виды для заселения материка и/или перераспределения видов внутри материка.

## Основные положения
| |                                                                                        |                                                                                                  |
| Для каждого острова существует точка равновесия, при которой скорость заселения и скорость вымирания совпадают | Чем меньше остров, тем интенсивнее вымирание и тем меньше равновесное количество видов | Чем ближе остров к материку, тем интенсивнее заселение и тем больше равновесное количество видов |

Уменьшение Sk в сравнении с S0 было названо островным эффектом: он определяется как вероятность потери на островах архипелага какой-то части видов исходной фауны или флоры, постоянно присутствующих на материке. Также важно, что склонность к островному эффекту и наличие на архипелаге других видов характеризует исключительную неустойчивость существования и противопоставляется их же устойчивости на материке. Сохранённые виды всё время «прыгают со льдины на льдину» — колония исчезает на одних островах и появляется на других в процессе реколонизации, так что организмы активно перераспределяются в островном ареале. Поэтому модель Макартура — Уилсона называется равновесной.
Естественно, это повышает вероятность вымирания вида на архипелаге в целом, если какой-то «скачок» вдруг окажется неудачным, особенно если долгое время перемещений не происходит, и колонии концентрируются на каком-то одном, например самом большом, из островов. Здесь они наиболее уязвимы.
В исходной модели Макартура — Уилсона степень изоляции острова от источника новых видов — большего острова или материка — влияла только на темп иммиграции и, соответственно, на скорость колонизации острова видами, которые ранее выпали из состава фауны (или совершенно новыми). То, что изолированность островов настолько же сильно, если не больше, влияет на риск вымирания колоний, «замкнутых» на островах, — чем больше изолированность, тем выше риск, причём зависимость ступенчатая — это дополнение конца 1980-х годов.
Также модели рассматривают процессы экологических, а не эволюционных масштабов времени, то есть не касаются адаптивной радиации новых видов от исходной формы, расселившимся по всем островам, как в случае с галапагосскими вьюрками. Максимум, о чём можно говорить, это первые стадии микроэволюции; вообще, сейчас уже совершенно ясно, что экологические и эволюционные процессы идут одновременно и либо усиливают, либо ослабляют друг друга. Приспособление особей, скажем, к возвращению старого хищника, загрязнению водоёмов, пожарам и другим стрессовым ситуациям сопровождается элементарными эволюционными явлениями в популяции, объединяет их.
Происходят приспособительные изменения популяционной системы вида, чтобы она могла устойчиво воспроизводиться на островах, а не только на материке и, таким образом, делалась нечувствительной к островному эффекту. Об этих процессах (названных обратной урбанизацией) речь пойдёт дальше, они наиболее значимы при заселении «архипелагов» лесных, луговых, водно-болотных и других природных местообитаний, созданных под действием антропогенной фрагментации, «дикими» видами различных групп биоты, и в первую очередь теми, которые были вытеснены с «архипелага» в процессе его образования. Эти искусственные «острова» по степени изолированности не уступают естественным, хотя чаще всего находятся на меньшей дистанции, и они обычно сильно антропогенно-трансформированны по краям (влияние соседнего сообщества).
Островной эффект зафиксирован для всех групп биоты — птиц, бабочек, млекопитающих, беспозвоночных и пауков, амфибий, рептилий, рыб в озёрах, цветочных растений и других видов. В серии тщательных исследований было показано, что уменьшение числа видов на островах архипелага Sk по сравнению с материком связано именно с раздроблением на острова и с изоляцией отдельных островов расстоянием и другими барьерами, а не только с меньшим разнообразием местообитаний на меньшей площади. Последний эффект тоже присутствует и примешивается к островному, но его можно отделить, и островной останется в силе.
Согласно исходному, самому простому варианту модели, число видов Sk на каждом из островов архипелага определяется равновесием между вымиранием и иммиграцией с материка или более крупных островов. Само равновесие имеет динамический характер: виды непрерывно вымирают и замещаются за счёт реколонизации теми же или новыми видами.
Соображения, на которых основывались Макартур и Уилсон, были просты. На острове скорость вымирания видов выше, чем на материке, а скорость заселения новыми не столь высока, чтобы быстро компенсировать вымирание. Число видов, входящих одновременно в островной биоценоз, является результатом сбалансированности двух процессов, а именно — вселение (иммиграция) новых видов на остров и вымирание (E) уже присутствующих.
Оба процесса можно выразить как функции числа видов, имеющихся на острове. Скорость вселения снижается, поскольку всё меньше видов из исходного пула (живущих на близлежащем материке или большом острове) остаётся за пределами острова. Скорость же вымирания возрастает — ведь некому вымирать, а кроме того, сокращение среднего размера одной популяции автоматически равносильно повышению вероятности её случайного вымирания.
Поэтому, хотя число видов на острове в целом стабилизируется на уровне Sk < S0, эта стабилизация — результат не постоянства видового состава, а непрерывного изменения видов, когда одни вымирают, а другие вселяются. Соответственно, на больших островах будет больше видов, чем на мелких (при том, что на каждом — меньше, чем в середине материка), а видовое богатство снижается по мере удаления острова от источника заселения. Поэтому форма архипелага и его ориентация относительно материка также существенны: один результат будет в случае, когда остров является продолжением материкового мыса, полуострова или длинного выступа, который сужается, и другой — когда береговая линия материка повёрнута к архипелагу своей длинной стороной.
Если остров линзовидный или вытянутый, то для попадания видов на него существенно, какой радиус параллелен побережью материка — длинный или короткий. Последнее ещё более важно для городских парков, лесных микрофрагментов и других «островов», которые образовались в результате антропогенной фрагментации природных ландшафтов.

## Теория островной биогеографии и антропогенная фрагментация ландшафтов
Везде выше говорилось о настоящих островах, архипелагах, материках и т. д. Однако понятен (и оправдан) соблазн приложить модели Макартура — Уилсона к островным местообитаниям, которые образовались в результате антропогенной фрагментации, если она подходит для островных местообитаний типа озёр, пещер, горных лесов и тому подобное. Действительно, экологи «когтями и зубами» вцепились в неё с начала 1980-х годов и стали активно использовать для прогноза сохранности видов в заповедниках, заказниках, и других особо охраняемых природных территориях (ООПТ).
Дело в том, что начиная с «экономического бума» 1950—1960-х гг (максимум относительного прироста ВВП в XX веке и момент появления нынешних экологических проблем) массивы хоть как-то сохранившихся природных ландшафтов в староосвоенных районах Европы, Восточной Азии, Северной Америки и т. д. представляют собой как раз «острова» и довольно изолированы. Даже малонарушенные массивы таёжных лесов (которые развиваются в спонтанном режиме и сохранили специфическую ярусно-оконную мозаику и пр.) представляют собой «острова», разделённые массой вторичных лесов, и сплошного таёжного пояса больше не существует. Такой же «архипелаг» из «обломков» природных ландшафтов разной степени изменённости возникает в процессе урбанизации региона в силу двух главных закономерностей, которые поддерживают и усиливают друг друга:
1. Во всех исследованных агломерациях население урбанизированного «ядра» региона растет медленнее площади (Стольберг, 2001)[2]. Иными словами, всё большая часть городских функций не может выполняться на городской территории. Она всё больше обслуживает растущее потребительское давление горожан — метраж квартир, залы магазинов и мест развлечений, гаражи и улицы для их машин, и т. д., так что для свалок, станций водоподготовки, отстойников и других общезначимых служб города используются все большие территории региона. Да и для строительства жилья тоже.
2. С 1970-80-х годов в крупных городах, а тем более мегаполисах фиксируется положительная связь между населением города и числом часов пребывания среднего жителя в природе. Среди людей, проживающих в городах, усиливается тяга к дикой природе, и в качестве компенсации, пребывание там всё теснее связывается с «отдыхом» и т. д.[3][4] Возникает и увеличивается поток горожан, массово выезжающих на природу в отпуск и уик-энд, что приносит им пользу — по подсчётам экономистов, в среднем 20 дней на природе летом ликвидируют 3 дня нетрудоспособности по гриппу зимой. Существующий приоритет частного автотранспорта над общественным, автомашин над железной дорогой делает этот поток исключительно мощным агентом территориального роста городов за счёт субурбанизации и дробления природных ландшафтов периферии за счет рекреации (особенно если последняя связана с появлением дач).

Опосредованным звеном в этой антропогенной фрагментации служит ускоренное развитие сети автодорог, которые распространяют влияние города по региону и одновременно фрагментируют естественные местообитания, а затем «по тому же руслу» идут процессы урбанизации, которые заставляют рекреантов уезжать всё дальше. И действительно, в целом по стране разрушение природных ландшафтов тесно связано с транспортной доступностью соответствующих территорий, и в первую очередь — шоссейной. Соответственно, рекреационная нагрузка на регион по результатам в виде создания «архипелага» (фрагментация больших массивов естественных ландшафтов извне с инсуляризацией их дорожно-тропиночной сетью изнутри) сравнивается с хозяйственным освоением территории.
Это позволяет расширить «область определения» моделей островной биогеографии, распространив её с настоящих островов на «архипелаги», образованные «клочками» природных ландшафтов (лесных, луговых, болотных и др.), сохранившихся при антропогенной фрагментации исходного «материка». Там данные элементы были «точно подогнаны» друг к другу «в лоскутное одеяло», и специфический паттерн мозаики «лоскутков» показывал чистоту местонахождения. Антропогенное вмешательство «разрывает» исходный ландшафт, преимущественно уничтожаются (или сокращаются) отдельные «кусочки» и всегда изолируются друг от друга (вместе с элементами исходной мозаики, которые лучше сохранились).
Так, для 25 очень разных городов Европы, изученных в рамках создания Европейского атласа урболандшафтов, было характерно территориальное разрастание, с первоочередным вытеснением из города болот, пашни и открытых травянистых местообитаний. Лесные и лесопарковые участки вытеснялись существенно медленнее (сохранялись лучше на территории ГДР и ЧССР — лидеров сохранения биоразнообразия в городе в 1960—80-х годах). То же верно для природы Москвы.
То есть по мере хозяйственного освоения территории на месте исходного «материка» ненарушенных природных ландшафтов возникает «архипелаг» более-менее сохранившихся фрагментов последних, всегда преобразованных по краям и разделённых матриксом антропогенно-измененных территорий, сельскохозяйственных, горнорудных и городских. Это позволяет классифицировать различные типы «архипелагов», созданных антропогенной фрагментацией местообитаний, разместив их в двухкоординатном пространстве, одна ось которого отражает скорость процесса, а другая — степень раздробленности и трансформации фрагментов исходных местообитаний, сохранившихся на данный момент.
Важные примеры антропогенных «архипелагов»:
- Лесные микрофрагменты в степной и лесостепной зоне, а также в «антропогенной лесостепи»;
- «Архипелаг» верховых болот на Полесье и в других промышленно развитых областях, где шло интенсивное осушение и торфоразработки, особенно фрезерным способом и методом Гидроторф;
- Лесные и луговые массивы, изолированные друг от друга сетью автодорог с достаточно интенсивным движением автотранспорта;
- «Острова» сельхозугодий, полей и лугов, в разной степени подразделённые изнутри благодаря заболачиванию и зарастанию кустами, изолированные друг от друга населёнными пунктами и лесными массивами;
- Наконец, «острова» городских лесов и/или лесопарков, которые постепенно переходят в пригородные массивы рекреационных лесов. Первые разделены не столько улицами и магистралями, сколько «пятнами» городской и промышленной застройки, вторые — в основном магистралями, в меньшей степени «пятнами» дачной застройки, градиент разделённости падает от центра урбанизированного «ядра» к его внешней границе и дальше к периферии региона.

Матрикс схож с океаном, разделяющим острова, своей непригодностью для жизни соответствующих видов, они могут пересекать его только транзитом. Отличается он от океана тем, что может показывать своего рода «полупроницаемость», в зависимости от специфической структуры ландшафта, задерживая одни виды данной группы и способствуя транзиту других (при том что все соответствующие виды принадлежат к одной группе, экологически и систематически близки). Соответственно, антропогенно-преобразованный ландшафт (и особенно городской) осуществляет направленный отбор видов в состав фауны «архипелага», способствуя одним и препятствуя другим (далее мы увидим, какие характеристики жизненной стратегии вида определяют его попадания в первую и вторую), чего отнюдь не делает океан, разделяющий острова.
Возникает вопрос — чем отличается «архипелаг», созданный антропогенной фрагментацией местообитаний, от природных систем островов? Главных качественных различий два:
Первое. Антропогенный «архипелаг» находится в постоянной динамике, поскольку освоение территории, создавшее его, не прекращается, а действует как минимум на том же уровне или развивается дальше. Другое существенное отличие «архипелагов», созданных и поддерживаемых антропогенной фрагментацией местообитаний, от настоящих островных систем — это то, что они не стабильны, а находятся в постоянном развитии.
Обычно это связано с чётким пространственным градиентом, один полюс которого обращён к остаткам первоначального «материка», другой находится в области наибольшего антропогенного освоения, нарушения и трансформации ландшафта. При урбанизационных процессах это градиент «центр — периферия» региона, вдоль которого и развивается «архипелаг».
Внутренний компонент этой динамики заключается в растущем «дроблении», изоляции «островов», со стохастическим их размещением друг относительно друга. Поэтому в подавляющем большинстве этих архипелагов самые «острова» одновременно встречаются группами, члены которой случайно сближены между собой, мелкие — в одиночку и равноудалены друг от друга, с постепенным переходом из первого состояния во второе в развитии «архипелага».
Внешний заключается в том, что одновременно с развитием «архипелага» происходит постепенное «подтачивание» материка. Массивы последнего превращаются в «острова», изолируются и встраиваются в существующий паттерн пространственной конфигурации «архипелага». Противоположный процесс идёт с противоположного полюса «архипелага». Там развивается сеть техногенных аналогов природных местообитаний (ставки рыбхозов как замена водно-болотных угодий, старые парки — замена лесов, пустыри с разнотравными газонами — лугов), что частично компенсирует «дробление», и различные «дикие» виды пытаются туда перебраться.
Второе. В случае настоящих островов границы острова обычно общие для всех видов данной группы — птиц, бабочек и других. В случае же лесных микрофрагментов в степи и родных видов антропогенных «архипелагов» часто оказывается, что местообитания для разных видов птиц, бабочек или грызунов становятся различными, что для одного вида будет «островом», для другого «полуостровом» или «материком». В первую очередь это связано с тем, что именно между близкими видами одной гильдии существуют максимальные различия по степени стабильности/нестабильности тех природных ландшафтов, в которых до начала воздействия жили они все.
Когда хозяйственное освоение вносит «возмущение», оно формирует не только сам архипелаг, но и задаёт уровень нестабильности на его «островах», обычно отрицательно связанный с размером «острова». Чем мельче «остров», тем быстрее меняются его очертания (а точнее, конфигурация «островных» местообитаний в окрестности, включающая сам «остров» и кольцо того же радиуса вокруг него из-за изменения растительности), включая появление/удаление новых аналогичных участков. Поэтому более лабильные виды мирятся с большей фрагментированностью/изменением местообитаний, могут формировать постоянные поселения там, где их близкие родственники с более консервативными отношениями с территорией — нет. Соответственно то, что для одного вида — один большой «остров», для другого (экологически близкого, из того же рода) — два мелких изолята, с соответствующими последствиями для устойчивости популяции и конкретного «кружева ареала» в «архипелаге».

## Формирование островных фаун
Заселение далёких островов упрощается при наличии между ними и материком промежуточных островов, так называемых «каменных ступенек». Последние на протяжении многих геологических периодов могли исчезать и снова появляться. С помощью таких «ступенек» виды могли расселяться на очень большие расстояния, используя их как временное пристанище.
Обычно животные, расселяющиеся с материка на архипелаг, вначале попадают на крупные острова, а позже через узкие протоки — на отдалённые. Наконец на островах, расположенных на миграционном пути, складывается определённая последовательность видов, число которых уменьшается по мере удаления от материка. Ф. Дарлингтон называет такой тип распространения иммиграционным. В то же время на островах океанического происхождения, по его утверждению, наблюдается и другой тип распространения — реликтовый. При этом на отдельных островах архипелага в результате вымирания тех или других видов прежней фауны появляются «пробелы». На других островах архипелага эти виды сохраняются. Поэтому последовательность распространения видов и родов на архипелаге нарушается. Так как переселение видов с материка происходит волнами, на острове может появиться смешанная фауна, складывающаяся из разрозненных элементов.
В формировании островных фаун есть ещё одна важная закономерность. Речь идёт о закреплении переселенцев на островах, их натурализации. Успех этой натурализации зависит от многих причин. Выносливые и эврибионтные виды имеют больше шансов на укоренение, чем стенобионты. Если абиотические условия острова значительно отличаются от условий тех мест, откуда прибыли переселенцы, им приходится пройти период акклиматизации, в процессе которого могут сильно измениться их экологические особенности, а это может привести к формированию новых подвидов и видов. Серьёзно препятствует успешной натурализации новых для острова видов конкуренция со стороны животных, уже живущих на нём. Между ними при схожести экологических потребностей начинается ожесточённая борьба за существование. Естественно, старожилы имеют ряд преимуществ перед вновь прибывшими — у первых было больше времени для натурализации, в частности для увеличения численности своих популяций. Если же новые виды сумели удержаться в составе фауны, то на конечном этапе колонизации наступает взаимное приспособление животных к существованию в одном биоценозе.
Обычно островные биоценозы по видовой, пространственной и функциональной структуре значительно проще, чем материковые. Как известно, биоценозы с простой структурой и бедным видовым составом очень неустойчивы и отличаются слабой буферностью. Этим и объясняется уязвимость островных биоценозов при вмешательстве человека, будь это завоз новых для острова животных, изменение среды обитания или уничтожение любых видов. Примеров подобного рода много.